# Padilla mihaingo
Padilla mihaingo là một loài nhện trong họ Salticidae.
Loài này thuộc chi Padilla. Padilla mihaingo được Daniela Andriamalala miêu tả năm 2007.